# Гамбија на Светском првенству у атлетици на отвореном 2015.
Гамбија је учествовала на Светском првенству у атлетици на отвореном 2015. одржаном у Пекингу од 22. до 30. августа петнаести пут, односно учествовала је на свим првенствима одржаним до данас. Репрезентацију Гамбије представљао је један такмичар који се такмичио у трци на 200 метара,
На овом првенству Гамбија није освојила ниједну медаљу, нити је постигнут неки рекорд.

## Резултати

### Мушкарци
| Атлетичар    | Дисциплина | Лични рекорд | Квалификације | Квалификације | Полуфинале           | Полуфинале           | Финале               | Финале       | Детаљи |
| Атлетичар    | Дисциплина | Лични рекорд | Резултат      | Место         | Резултат             | Место                | Резултат             | Место        | Детаљи |
| ------------ | ---------- | ------------ | ------------- | ------------- | -------------------- | -------------------- | -------------------- | ------------ | ------ |
| Adama Jammeh | 200 м      | 20,59        | 20,81 ЛРС     | 6. у гр. 6    | Није се квалификовао | Није се квалификовао | Није се квалификовао | 42 / 54 (60) |        |